# Seventheaven
Seventheaven è il sesto album in studio dei Vanadium, pubblicato nel 1989.

## Il disco
Con questo disco, la band conferma la propria transizione verso un sound più orecchiabile e melodico rispetto al passato. Dopo l'uscita dell'album, i Vanadium decidono di sciogliersi a causa del brutto periodo che stanno passando (il fallimento della Durium, la scarsa promozione di Seventheaven e i freddi rapporti che ormai si sono venuti a creare tra i componenti del gruppo), per poi riunirsi nel 1995.

## Tracce
Tutte le tracce sono di Tessarin-Prantera-Scotto.
1. Italian Girl - 4:00
2. Natural Born Lover - 4:53
3. Take My Blues Away - 4:01
4. Seventheaven (Ruggero's Theme)/Bad Attitude - 4:40
5. One Way Ride - 4:18
6. Kill the Killer - 3:37
7. Step Ahead of Time - 3:14
8. To Be a Number One - 3:09
9. Warriors - 4:07

## Formazione
- Pino Scotto - voce
- Stefano Tessarin - chitarra
- Mimmo Prantera - basso
- Ruggero Zanolini - tastiere
- Lio Mascheroni - batteria